# Любовь (фильм, 2012)
«Любовь» (фр. Amour) — французско-немецко-австрийский художественный фильм, камерная драма режиссёра Михаэля Ханеке, премьера которой состоялась на 65-м Каннском кинофестивале, где лента получила главный приз — «Золотую пальмовую ветвь». В главных ролях, пожилых учителей музыки, задействованы Жан-Луи Трентиньян и Эмманюэль Рива, во второстепенной роли их дочери Евы — Изабель Юппер.
Лента была крайне высоко оценена мировыми кинокритиками, повергнув в состояние шока не только их, но и простых зрителей («Вести.ru»). На 85-й церемонии вручения премии «Оскар» фильм победил в категории «Лучший фильм на иностранном языке» и получил номинации за лучший фильм года (первый фильм не на английском языке в XXI веке), режиссёрскую работу и лучшую женскую роль. На родине большинства членов съёмочной группы «Любовь» отметили пятью главными статуэтками национальной премии «Сезар», в том числе за лучший фильм года.

## Сюжет
Всё действие фильма, кроме вступительной сцены, происходит в обыкновенной парижской квартире.
Восьмидесятилетние Жорж (Жан-Луи Трентиньян) и Анн (Эмманюэль Рива) — заслуженные учителя музыки — посещают концерт бывшего ученика. Их дочь Ева (Изабель Юппер) живёт отдельно со своей семьёй. Совершенно внезапно для Жоржа у Анн случается гемиплегия.
После возвращения из больницы на инвалидной коляске (половина тела Анн парализована), любовь пары подвергается серьёзному испытанию. Жоржу приходится делать всё, чтобы помочь своей супруге (как подмечает критик Питер Дебраж, его привязанность к жене настолько велика, что помощь Анн в перемещении в кресло из инвалидной коляски выглядит как танец). Жорж ассистирует ей во всём: кормит из ложки, водит в туалет, тем самым выполняя желание жены никогда больше не возвращаться в больницу.
После того, как состояние Анн ухудшается и она постепенно превращается в «овощ», дочь Ева приступает к заботам не о больной матери, а о вопросах недвижимости. Подавленный Жорж нанимает сиделок, а раз в две недели квартиру посещает семейный доктор Бертье.
Однажды днём, понимая, что супруга уже не поправится, Жорж избавляет её от страданий. Он одевает её в официальный наряд, покупает цветы и осыпает ими тело. Оставшись один в пустой квартире, Жорж пишет письма почившей жене. В конце фильма Анн снова появляется рядом с ним, и они оба покидают квартиру уже навсегда.
В финальной сцене Ева приходит в опустевший отцовский дом и ходит по пустой квартире.

## В ролях
- Жан-Луи Трентиньян — Жорж Лоран
- Эмманюэль Рива — Анн Лоран
- Изабель Юппер — Ева Лоран
- Александр Таро — в роли себя
- Уильям Шимелл — Джефф
- Рита Бланку — консьерж

## Создание
Ханеке взялся за тему старения, основываясь на собственном опыте, после просмотра нескольких фильмов и телепрограмм о судьбе пожилых людей. По словам режиссёра, фильма бы и не было, если бы не «великий» Жан-Луи Трентиньян — именно под него писался весь сценарий. Сам Трентиньян по этому поводу говорил: «Я увидел один из фильмов Ханеке. До этого я не знал такого режиссёра — дело в том, что я редко куда-то выбираюсь и живу в деревне. Так вот, когда я увидел фильм Микаэля, я сказал друзьям — я больше не снимаюсь, но с таким режиссёром я бы хотел поработать. И он каким-то образом услышал меня».
Эмманюэль Рива, исполнившая вторую ключевую роль, «просто пленила» молодого Ханеке в её знаковой ленте «Хиросима, любовь моя», после чего он потерял её из виду. Когда состоялся кастинг на главную женскую роль, он пригласил всех французских актрис в такой же возрастной категории. Среди них была и Рива.
Квартира, в которой происходит всё действие фильма, была специально спроектирована на венской киностудии и декорирована под парижскую. Сцены снимались в хронологическом порядке, что, по мнению Ханеке, было более удобно.

## Критика
Фильм был положительно воспринят большинством мировых кинокритиков. На 65-м Каннском киносмотре журналисты выделяли две картины, которые в основном могли претендовать на «Золотую пальмовую ветвь»: «Корпорация „Святые моторы“» Лео Каракса и «Любовь» Михаэля Ханеке.
Среди профессиональных критиков ленту также ожидал настоящий триумф:
- Обозреватель журнала Entertainment Weekly Оуэн Глейберман задаётся вопросом: «Может ли настолько опустошающая картина быть фильмом Михаэля Ханеке?». Согласно мнению журналиста — может. «„Любовь“ — блестящая и западающая в память лента с изумительными актёрскими работами», — подытожил критик[15].
- Питер Дебраж из Variety признал фильм Ханеке «наиболее сокровенным среди всех фильмов режиссёра за четверть века». Заметил он также и то, что «эта душераздирающая история» особенно придётся по душе любителям арт-хауса[6].
- В восторге от ленты остался и Калим Автаб с сайта The Independent. Назвав Ханеке мастером выработанных кадров и монтажа, он перешёл к характеризации диалогов, которые, по его мнению, просто исключительны. Не оставил репортёр без внимания и «великолепную» актёрскую игру Жана-Луи Трентиньяна[16].
- По мнению кинокритика журнала «Сеанс» Анны Меликовой режиссёр, который не лучшего мнения о человеке, в этом фильме неожиданно смягчил свой взгляд и впервые снял кинокартину не о ненависти, а о любви[17].
- Кинообозреватель Антон Долин отмечал, что «…новая работа Михаэля Ханеке стопроцентно останется одним из главных культурных событий года»[9].
- Кира Муратова в одном из интервью говорила: «Мне давно нравится простое кино — как бы просто сделанное. Ханеке, „Любовь“ — для меня это идеал. Очень страшный фильм и так мизерно сделанный, без всяких пыток и катаклизмов, — просто человеческая жизнь»[18].
- Юрий Убогий в своей книге «Время вокзала» пишет: «Всё в фильме показано просто, прямо, с реальностью беспощадной. Тяжело смотреть, но помогает некий свет, идущий из самой-самой глубины. Свет любви»[19].
- Андрей Плахов отметил «двух легендарных исполнителей главных ролей — Жана-Луи Трентиньяна и Эмманюэль Рива, на которых работает не только актёрское мастерство, но в первую очередь их запечатлённая на лицах биография», а сам фильм назвал наиболее личным для Ханеке[20].

Сам Михаэль Ханеке так отзывался о собственном фильме:
В своём фильме я хотел показать, что происходит с человеком, который видит страдания любимого. … Насилие — не то, что меня больше всего интересует. Вопрос о людях и об их чувствах. Любовь как чувство может быть не меньшим насилием, чем что-то иное.

## Награды и номинации
| Награды и номинации                       | Награды и номинации                       | Награды и номинации              | Награды и номинации                    | Награды и номинации |
| Награда                                   | Категория                                 | Номинант                         | Результат                              |                     |
| ----------------------------------------- | ----------------------------------------- | -------------------------------- | -------------------------------------- | ------------------- |
| Каннский кинофестиваль                    | «Золотая пальмовая ветвь» за лучший фильм | Михаэль Ханеке                   | Победа                                 |                     |
| Премия Европейской киноакадемии           | «Лучший фильм»                            | Маргарет Менегоз                 | Победа                                 |                     |
| Премия Европейской киноакадемии           | «Лучшая режиссёрская работа»              | Михаэль Ханеке                   | Победа                                 |                     |
| Премия Европейской киноакадемии           | «Лучшая мужская роль»                     | Жан-Луи Трентиньян               | Победа                                 |                     |
| Премия Европейской киноакадемии           | «Лучшая женская роль»                     | Эмманюэль Рива                   | Победа                                 |                     |
| Премия Европейской киноакадемии           | «Лучший сценарий»                         | Михаэль Ханеке                   | Номинация                              |                     |
| Премия Европейской киноакадемии           | «Лучшая операторская работа»              | Дариус Хонджи                    | Номинация                              |                     |
| Круг кинокритиков Нью-Йорка               | «Лучший фильм на иностранном языке»       |                                  | Победа                                 |                     |
| Национальный совет кинокритиков США       | «Лучший фильм на иностранном языке»       |                                  | Победа                                 |                     |
| «Спутник»                                 | «Лучший фильм на иностранном языке»       |                                  | Номинация                              |                     |
| «Спутник»                                 | «Лучшая женская роль»                     | Эмманюэль Рива                   | Номинация                              |                     |
| Премия британского независимого кино      | «Лучший международный независимый фильм»  |                                  | Номинация                              |                     |
| «Независимый дух»                         | «Лучший иностранный фильм»                | Михаэль Ханеке                   | Победа                                 |                     |
| Общество кинокритиков Бостона             | «Лучший фильм»                            |                                  | Номинация                              |                     |
| Общество кинокритиков Бостона             | «Лучший фильм на иностранном языке»       |                                  | Победа                                 |                     |
| Общество кинокритиков Бостона             | «Лучшая женская роль»                     | Эмманюэль Рива                   | Победа                                 |                     |
| Ассоциация кинокритиков Лос-Анджелеса     | «Лучший фильм»                            |                                  | Победа                                 |                     |
| Ассоциация кинокритиков Лос-Анджелеса     | «Лучшая женская роль»                     | Эммануэль Рива                   | Победа (совместно с Дженнифер Лоуренс) |                     |
| Ассоциация кинокритиков Вашингтона        | «Лучший фильм на иностранном языке»       |                                  | Победа                                 |                     |
| Ассоциация кинокритиков Вашингтона        | «Лучшая женская роль»                     | Эмманюэль Рива                   | Номинация                              |                     |
| Общество кинокритиков Сан-Диего           | «Лучший фильм на иностранном языке»       |                                  | Номинация                              |                     |
| «Выбор критиков»                          | «Лучший фильм на иностранном языке»       |                                  | Победа                                 |                     |
| «Выбор критиков»                          | «Лучшая женская роль»                     | Эмманюэль Рива                   | Номинация                              |                     |
| Общество кинокритиков Лас-Вегаса          | «Лучший иностранный фильм»                |                                  | Победа                                 |                     |
| «Золотой глобус»                          | «Лучший фильм на иностранном языке»       |                                  | Победа                                 |                     |
| Ассоциация кинокритиков Чикаго            | «Лучшая женская роль»                     | Эмманюэль Рива                   | Номинация                              |                     |
| Ассоциация кинокритиков Чикаго            | «Лучший фильм на иностранном языке»       |                                  | Победа                                 |                     |
| Круг кинокритиков Канзаса                 | «Лучший фильм на иностранном языке»       |                                  | Победа                                 |                     |
| Ассоциация кинокритиков Сан-Франциско     | «Лучший иностранный фильм»                |                                  | Победа                                 |                     |
| Ассоциация кинокритиков Сан-Франциско     | «Лучшая женская роль»                     | Эмманюэль Рива                   | Победа                                 |                     |
| Круг кинокритиков Лондона                 | «Фильм года»                              |                                  | Победа                                 |                     |
| Круг кинокритиков Лондона                 | «Иностранный фильм года»                  |                                  | Номинация                              |                     |
| Круг кинокритиков Лондона                 | «Режиссёр года»                           | Михаэль Ханеке                   | Номинация                              |                     |
| Круг кинокритиков Лондона                 | «Актёр года»                              | Жан-Луи Трентиньян               | Номинация                              |                     |
| Круг кинокритиков Лондона                 | «Актриса года»                            | Эммаюуэль Рива                   | Победа                                 |                     |
| Круг кинокритиков Лондона                 | «Второплановая актриса года»              | Изабель Юппер                    | Номинация                              |                     |
| Круг кинокритиков Лондона                 | «Сценарий года»                           | Михаэль Ханеке                   | Победа                                 |                     |
| Национальное общество кинокритиков США    | «Лучший фильм»                            |                                  | Победа                                 |                     |
| Национальное общество кинокритиков США    | «Лучшая режиссёрская работа»              | Михаэль Ханеке                   | Победа                                 |                     |
| Национальное общество кинокритиков США    | «Лучшая женская роль»                     | Эмманюэль Рива                   | Победа                                 |                     |
| Австралийская академия кино и телевидения | «Лучшая женская роль»                     | Эммануэль Рива                   | Номинация                              |                     |
| BAFTA                                     | «Лучший фильм на иностранном языке»       | Маргарет Менегоз, Михаэль Ханеке | Победа                                 |                     |
| BAFTA                                     | «Лучшая режиссёрская работа»              | Михаэль Ханеке                   | Номинация                              |                     |
| BAFTA                                     | «Лучшая женская роль»                     | Эмманюэль Рива                   | Победа                                 |                     |
| BAFTA                                     | «Лучший оригинальный сценарий»            | Михаэль Ханеке                   | Номинация                              |                     |
| «Оскар»                                   | «Лучший фильм»                            |                                  | Номинация                              |                     |
| «Оскар»                                   | «Лучший фильм на иностранном языке»       | Михаэль Ханеке                   | Победа                                 |                     |
| «Оскар»                                   | «Лучшая режиссёрская работа»              | Михаэль Ханеке                   | Номинация                              |                     |
| «Оскар»                                   | «Лучший оригинальный сценарий»            | Михаэль Ханеке                   | Номинация                              |                     |
| «Оскар»                                   | «Лучшая женская роль»                     | Эмманюэль Рива                   | Номинация                              |                     |
| «Сезар»                                   | «Лучший фильм»                            |                                  | Победа                                 |                     |
| «Сезар»                                   | «Лучшая режиссёрская работа»              | Михаэль Ханеке                   | Победа                                 |                     |
| «Сезар»                                   | «Лучшая мужская роль»                     | Жан-Луи Трентиньян               | Победа                                 |                     |
| «Сезар»                                   | «Лучшая женская роль»                     | Эмманюэль Рива                   | Победа                                 |                     |
| «Сезар»                                   | «Лучшая женская роль второго плана»       | Изабель Юппер                    | Номинация                              |                     |
| «Сезар»                                   | «Лучший оригинальный сценарий»            | Михаэль Ханеке                   | Победа                                 |                     |
| «Сезар»                                   | «Лучшая операторская работа»              | Дариус Хонджи                    | Номинация                              |                     |
| «Сезар»                                   | «Лучшие декорации»                        | Жан-Винсент Пьюзо                | Номинация                              |                     |
| «Сезар»                                   | «Лучший монтаж»                           | Моника Вилли                     | Номинация                              |                     |
| «Сезар»                                   | «Лучший звук»                             |                                  | Номинация                              |                     |